# Eridolius tobiasi
Eridolius tobiasi là một loài tò vò trong họ Ichneumonidae.